# Krejwiany (powiat sejneński)
Krejwiany (dodatkowa nazwa w j. litewskim Kreivėnai) – wieś w Polsce położona w województwie podlaskim, w powiecie sejneńskim, w gminie Puńsk.
| SIMC    | Nazwa     | Rodzaj    |
| ------- | --------- | --------- |
| 1011684 | Olksmiany | część wsi |

W latach 1975–1998 miejscowość należała administracyjnie do województwa suwalskiego.
W okresie międzywojennym stacjonowała tu strażnica Korpusu Ochrony Pogranicza.

## Zabytki
Do rejestru zabytków Narodowego Instytutu Dziedzictwa wpisane są następujące obiekty:
- spichrz drewniany w zagrodzie nr 2 (d. 3), 1822 (nr rej.: 188 z 31.07.1981), obecnie nie istnieje
- spichrz drewniany w zagrodzie nr 16, 1844 (nr rej.: 189 z 31.07.1981)
- zagroda nr 18 (d. 20), po 1920 (nr rej.: 190 z 31.07.1981):
  - dom drewniany (nie istnieje)
  - obora gliniana
  - spichrz drewniany (nie istnieje)